# Tormenta de amor
Tormenta de amor es una telenovela colombiana producida por Fox Telecolombia para RCN Televisión. Dirigida por Diego Mejía, inspirada en el proyecto cultural "Francisco el Hombre" que resalta la música vallenata.
Está protagonizada por Gregorio Pernía y Mabel Moreno. Con las participaciones antagónicas de Manuela González y Julio César Herrera. Cuenta además con las actuaciones estelares de Carlos Manuel Vesga, Shany Nadan, y Jerónimo Cantillo.
Las grabaciones de la novela comenzaron en el 2015.

## Sinopsis
En un tiempo sin tiempo y en una tierra sin ley, Tita Basante se enfrenta al mal encarnado en Nuncia Pompeya. Por culpa de ese anhelo, Nuncia se obsesiona por conseguir el amor y las tierras de “El Macho” Cárdenas, quien la desprecia, enamorado como está de la humilde Tita.
Nuncia en su revancha contra el único hombre que la ha rechazado, le robará a Tita la ilusión, el amor y hasta la vida, lo que terminará por transformar a Tita en Tormenta de Amor, cantante de romances vallenatos, que un día regresará para recuperar lo que Nuncia le arrebató.

## Reparto
- Gregorio Pernía - Domingo "El Macho" Cárdenas[5]
- Alejandro Estrada - Domingo "El Macho" Cárdenas (Joven)
- Mabel Moreno - Tita Basante "Tormenta" [6]
- Lorena García - Tita Basante "Tormenta" (Joven)
- Manuela González - Nuncia Pompeya [7]
- María Fernanda Matus - Nuncia Pompeya (Joven)
- Shany Nadan - Miranda Lasso[8]
- Jerónimo Cantillo - Leandro Cárdenas [9]
- José Daniel Cristancho - Arturo Ovalle
- Julio César Herrera - Poncho Lasso
- Carlos Manuel Vesga - El Ñato Ovalle
- Félix Mercado - Margarito
- Lorna Cepeda Alicia Lasso
- Charlotte de Casabianca - Monique
- Adriana Franco - Amaranta
- María Irene Toro - Emilia Lasso
- Laura Penuela - Silvana
- Victoria Hernández - Carmeni
- Mario Espítia -